# Мосур, Ариэль
Ариэль Павел Мосур (пол. Ariel Paweł Mosór; 19 февраля 2003, Катовице, Польша) — польский футболист, центральный защитник клуба «Пяст».

## Клубная карьера
Футболом начал заниматься в академии варшавской «Унии», где им интересовались академии зарубежных клубов, в том числе «Лейпцига» и «Манчестер Юнайтед». Но в 2018 году игрок перешёл в «Легию» из того же города. В пятнадцатилетнем возрасте выступал за команду до 17 лет, в составе которой стал чемпионом страны. Летом 2019 года был переведён в состав резерва, с которым дошёл до 1/8-финала Кубка Польши. Зимой 2020 года отправился с первой командой на тренировочные сборы в Дубай; главный тренер клуба Чеслав Михневич отмечал большой потенциал юниора. Весной 2020 года был переведён в состав первой команды. Впервые в заявке появился 26 мая на четвертьфинальный матч Кубка с легницкой «Медзью». Дебютировал за «армейцев» 15 июля в гостевом матче с гданьской «Лехией», заменив Радослава Целеменцки на 83-й минуте. Участие в этом и последующем матчах принесло Мосуру титул чемпиона Польши. Тем не менее в следующем сезоне футболист не сыграл за клуб ни матча, в том числе и из-за травм.
9 июня 2021 года «Пяст» из Гливице объявил о подписании с защитником трехлётнего контракта с опцией продления на год. Дебютировал 8 августа в гостевом матче с щецинской «Погонью», заменив получившего травму Томаша Хука на 83-й минуте. Первый гол забил 12 марта 2022 года в домашнем матче с «Лехией» из Гданьска, замкнув головой подачу Тома Хейтли принеся своей команде победу. 10 сентября в дерби с забжанским «Гурником» получил первую в карьере красную карточку. По итогам сезона 2022/23 был назван лучшим молодым игроком чемпионата.

## Карьера в сборной
Выступал за молодёжные сборные Польши разных возрастов.

## Личная жизнь
Отец — Пётр Мосур, также профессиональный футболист, обладатель Кубка и Суперкубка Польши в составе «Легии». Оба Мосура болеют за «армейцев».

## Достижения

### Командные

#### «Легия»
- Чемпион Польши: 2019/20

### Личные
- Лучший молодой игрок Экстраклассы: 2022/23[16][17]